# Andinsk tukanett
Andinsk tukanett (Aulacorhynchus albivitta) är en fågel i familjen tukaner inom ordningen hackspettartade fåglar.

## Utbredning och systematik
Artgränserna kring andinsk tukanett och dess närnaste släktingar har varit mycket omdiskuterade. Idag urskiljs vanligen två arter, nordliga arten smaragdtukanett (A. prasinus) och sydliga andinsk tukanett. Den senare delas då in i sju underarter med följande utbredning:
- A. a. lautus – förekommer i Sierra Nevada de Santa Marta i norra Colombia
- A. a. griseigularis – förekommer i västra och centrala Colombia (norra västra Anderna och centrala Andernas västsluttning)
- A. a. phaeolaemus – förekommer i västra Colombia (västra Andernas västsluttning)
- A. a. albivitta – förekommer i östra och centrala Colombia (östra Anderna och centrala Andernas östsluttning), västra Venezuela och östra Ecuador
- A. a. cyanolaemus – förekommer i sydöstra Ecuador och norra Peru
- A. a. dimidiatus – förekommer från östra Peru till västra Brasilien (Acre) och norra Bolivia
- A. a. atrogularis – förekommer på Andernas östra sluttning från norra Peru till centrala Bolivia

## Status
IUCN bedömer hotstatus för cyanolaemus, atrogularis inklusive dimidiatus samt övriga underarter var för sig, alla tre grupper som livskraftiga.